# Krzysztof Duda (muzyk)
Krzysztof Duda (ur. 13 czerwca 1948 w Gdyni) – polski organista, kompozytor, producent muzyczny, muzyk estradowy.

## Życiorys
Wykształcenie muzyczne uzyskał w szkole muzycznej w Gdyni pod kierunkiem Haliny Grejży, grę na organach doskonalił u Stanisława Kwiatkowskiego, równocześnie kończąc studia na Politechnice Gdańskiej. Zweryfikowany jako muzyk estradowy i instruktor muzyczny kat. I. W latach 1970 i 1971 był organistą katedry oliwskiej i wykonawcą recitali dla zwiedzających tę katedrę. Na przełomie lat 60./70. wraz z zespołem „Pomorzanie” wystawił w kościele Najświętszego Serca Pana Jezusa w Gdyni jedną z pierwszych w Polsce mszy beatowych, bardzo wtedy popularnych. W latach 80. ub. wieku wielokrotnie koncertował w Norwegii i Finlandii. Od 1980 roku realizuje liczne nagrania dla radia i telewizji – nagrał prawie 200 utworów instrumentalnych i piosenek, współpracując m.in. z Haliną Frąckowiak, Januszem Hajdunem, Piotrem Nadolskim, Marylą Lerch, Januszem Popławskim, Agnieszką Osiecką, Andre Ochodlo i Grażyną Łobaszewską.
Jest autorem wielu kompozycji organowych i elektronicznych, wykonywanych przede wszystkim w kościołach oraz wykorzystywanych jako ilustracja muzyczna programów telewizyjnych, również tych najbardziej popularnych (Sonda, Halo Komputer, Laboratorium). Od 1990 roku prowadzi własne studio nagrań, w którym realizuje projekty stanowiące połączenie klasycznych kanonów muzyki organowej z nowoczesnymi możliwościami oferowanymi przez elektroniczną syntezę dźwięku; umiejętne dozowanie proporcji tych dwóch tworzyw staje się – obok melodyki, harmonii i kontrapunktu – jeszcze jednym środkiem ekspresji. Jest autorem muzyki do filmów Biuro pisania podań i Gancwol fotograf (1993), w latach 90. ub. wieku i na początku obecnego stworzył kilkadziesiąt kompozycji dla teatrów, głównie lalkowych, we współpracy z Jerzym Stachurskim i Andrzejem Żylisem.
Pracę studyjną łączy z zawodem organisty – od 1978 pełni funkcję organisty w kościele św. Antoniego w Gdyni. Członek nadzwyczajny ZAIKS (od 1983). Laureat Ogólnopolskiego Konkursu Kompozytorskiego na Utwór Elektroniczny, zorganizowanego przez program II Polskiego Radia; nagrodzone utwory to Akrim (1985) dedykowany żonie Mirosławie (tytuł stanowi anagram imienia) oraz Taniec Voo-Doo (1987). Laureat Nagrody Artystycznej Prezydenta miasta Gdyni w dziedzinie muzyki (2003).
Na Wielkanoc 1984 TVP wyemitowała pierwszą pełnometrażową wideo-suitę Vivit Olim Homo. Autor dedykował ją Maxowi Regerowi. Organowe preludium miesza się wkrótce z brzmieniem syntezatorów, w kolejnych częściach organy sukcesywnie ustępują miejsca syntezatorom, aż do rozedrganej rytmiki w części przedostatniej. Po krótkim interludium w ostatniej części powraca początkowy temat organów, tym razem w formie kunsztownej repryzy zwieńczonej efektowną kadencją. Muzyce towarzyszy ilustrowana fabuła pobudzająca do refleksji.
Tematyka religijna obecna jest także w suitach Resurex (1990) i Dekalog (1992) oraz inspirowanych chorałem gregoriańskim suitach Gregorian Angels (1997), Reminiscence (1998), Gregorian Miserere (2000) i Gregorian Chants ITE (2002) – organowo-elektroniczne tworzywo wzbogacone tu zostaje o chóralne brzmienie stylizowane na średniowieczny chorał, jednak z nowoczesnymi akcentami harmonicznymi. Płyta Gregorian Angels uzyskała status złotej.
W roku 1986 zaprezentowana została w TVP druga wideo-suita Dedykowane miastu. Kompozytor – jak sam wyjaśnia w słowie wstępnym – dedykuje ją swemu rodzinnemu miastu (Gdyni) świętującemu 60. urodziny. Muzyka ma charakter wyłącznie elektroniczny, choć wiele fragmentów stylizowanych jest na brzmienie organowe.
W roku 2006 dokonał w swoim studiu remasteringu z 5 płyt winylowych koncertu Old Rock Meeting z Opery Leśnej z lipca 1986, która to praca ukazała się w formie 3 CD pod patronatem i z inicjatywy ojca polskiego rocka Franciszka Walickiego w dwudziestą rocznicę tego wydarzenia (wydawnictwo Metal Mind Production).
Rok 2012 to w twórczości Krzysztofa Dudy początek nowego nurtu, stanowiącego ukłon w stronę berlińskiej szkoły el-muzyki, m.in. Tangerine Dream i Klausa Schulzego. Współpraca z gdańskim kompozytorem Przemysławem Rudziem zaowocowała płytą Four Incarnations oraz samodzielnymi utworami Inevitability of evanescence, Taking a droshky to the Robofest, Inventor's dream i Sunset at Staryya Vasilishki.
W 2019 roku otrzymał Nagrodę Prezydenta Gdyni "Galion" w dziedzinie kultury, a w 2020 roku statuetkę "Osobowość Roku 2020" w kategorii "Kultura - Gdynia" w plebiscycie Dziennika Bałtyckiego.

## Dyskografia
- TAMA, 1984, Rogot – kaseta
- VOICES, 1995, Futurex
- Kolędy i pastorałki, 1995, Futurex
- Moods for lovers, 1996, Futurex
- Landscape 1&2, 1996, Paris Music
- El-Pop Laid Back, 1996, Paris Music
- Gregorian Angels, 1997, Futurex
- Miserere, 2000, Futurex
- ITE, 2002, Drag Lukomo
- Chillout City Lights Zone, 2008, DayDream Records
- Chillout Energetic Avenue, 2008, DayDream Records
- Classical Organ Works (Inspirations), 2008, DayDream Records
- WLM program, 2012, KD
- Four Incarnations, 2013, Soliton – album nagrany w duecie z Przemysławem Rudziem
- Altus, 2013, GAD Records
- Sonda. Muzyka z programu telewizyjnego, 2013, GAD Records
- Hołd, 2014, Soliton – album nagrany z Przemysławem Rudziem i Robertem Kanaanem
- Deep Sea, 2014, Soliton
- 3C, 2017, Soliton – album nagrany z Przemysławem Rudziem i Robertem Kanaanem
- Live, 2018, Gad Records (nagrania z recitali z lat 1984-85)[7]
- Dudaskalia, 2019, Soliton
- Audiofonica, 2019, Soliton
- Ostinato, 2023, GAD Records